# Мора, Мануэль (военный деятель)
Мануэль Мора (исп. Manuel Mora) — доминиканский военный деятель, бывший раб из Санто-Доминго. Он участвовал в Доминиканской войне за независимость, вступив в ряды Доминиканской армии в звании полковника. Мора отличился в битве при Асуа (19 марта 1844 года) против гаитянских войск под командованием Шарля Ривьера-Эрара.

## Ранние годы
Мануэль Мора пояился на свет в испанской колонии Санто-Доминго на острове Гаити. О его ранних годах известно мало, за исключением того, что он был рабом и перестал им быть благодаря прокламации об освобождении Жана Пьера Буайе, гаитянского генерала, установившего военный режим на всём острове.

## Доминиканская война за независимость
В 1844 году была образована Первая Доминиканская республика. Мора, вступив в ряды Доминиканской армии, принял участие в восстании против вторгшейся гаитянской армии, отличившись в битве при Асуа.
Однако во время Второй кампании 1845 года, будучи в звании генерала, Мора принял участие в несвоевременном и непатриотичном акте неповиновения, совершённом войсками, набранными в Сан-Кристобале, в то время, когда гаитянские войска под командованием Жана-Луи Пьеро вторглись в Доминиканскую Республику. За это он был арестован генералом Хосе Хоакином Пуэльо и приговорён к пожизненному заключению. Мора был отправлен в Пуэрто-Плату для отбывания наказания в местной крепости Сан-Фелипе.
Спустя 10 лет заключения Мору перевели в Санто-Доминго. От сильного истощения у него уже началось психическое расстройство. Правительство приняло решение сослать его в Моку, которое так и не было реализовано. Президент Буэнавентура Баес, вскоре после прихода к власти в 1856 году, своим указом распорядился окончательно освободить Мору. Выйдя на свободу, Мора вернулся на военную службу.

## Революция в Сибао
В 1857 году, после Революции 7 июля, Мора отправился по поручению в Игуэй. Когда площадь подверглась нападению сторонников Педро Сантаны из Эль-Сейбо, он находился на стороне генерала Маркано и храбро защищал её. Поддерживаемая им линия обороны наносила наибольший урон врагу. После этого эпизода Мора прибыл в Санто-Доминго и участвовал почти во всех действиях длительной осады площади. Из-за своих действий и поддержки Баеса он стал неугоден после окончания революции в 1858 году.

## Кампания 1861 года
В 1861 году Испания вторглась в Доминиканскую Республику, установив колониальный режим. В это время находившийся в изгнании генерал Франсиско дель Росарио Санчес организовывал на Сент-Томасе, Кюрасао и Гаити экспедиционный корпус для противостояния испанской аннексии Доминиканской Республики. Узнав об этом, Мора отправился в Гаити, где присоединился к движению. Его определили в колонну Хосе Марии Кабраля.
В июне 1861 года отряд пересёк границу, оказавшись на доминиканской территории. Когда Кабраль после первых же действий решил свернуть свою кампанию, Море удалось вернуться в Гаити без неудач. Он остался в этой стране навсегда по тем же личным и политическим причинам, что и другие доминиканцы.
О деятельности Моры после неудавшейся экспедиции 1861 года известно мало, но считается, что вплоть до периода оккупации США он снова находился в заключении в тюрьме, а его судьба так и осталась неизвестной.